# Хојхаузен (Ерцгебирге)
Хојхаузен (њем. Neuhausen/Erzgeb.) општина је у њемачкој савезној држави Саксонија. Једно је од 61 општинског средишта округа Средња Саксонија. Према процјени из 2010. у општини је живјело 3.111 становника. Посједује регионалну шифру (AGS) 14522400.

## Географски и демографски подаци
Хојхаузен се налази у савезној држави Саксонија у округу Средња Саксонија. Општина се налази на надморској висини од 661 метра. Површина општине износи 48,0 km². У самом мјесту је, према процјени из 2010. године, живјело 3.111 становника. Просјечна густина становништва износи 65 становника/km².